# Hwasong (pevnost)
Pevnost Hwasong (korejsky 화성) se nalézá v jihokorejském Suwonu, zhruba 30 km na jih od Soulu. Dal ji postavit král Čongdžo (1776-1800), 22. panovník éry Čoson (dynastie I, 1392-1910). Stavba trvala 34 měsíců a byla dokončena v září 1796.
Pevnost zabírá celkovou plochu 130 hektarů, délka hradeb činí 5,76 kilometru a jejich výška 4-6 m. Původně byla koncipována jako hradba kolem města, Suwon se ovšem později rozrostl i vně hradeb. Pevnost má čtyři hlavní a řadu menších bran. Měla být co nejúčelnější z obranného, tj. vojenského hlediska (hlídkové věže, cimbuří, bunkry), ale zároveň sloužit i každodenním funkcím rozvíjejícího se urbanistického a obchodního centra. Uvnitř opevnění stál mimo jiné i královský palác. Kromě praktických účelů má ovšem pevnost i své architektonické a estetické kvality. Při její stavbě se navíc uplatnila znalost západních i východních technologií, jejichž kombinací vznikla na svou dobu velmi moderní pevnost, která neměla obdoby ani jinde ve světě. Mj. zde poprvé byly v Koreji použity z Evropy převzaté kladkové mechanismy. Stavitelé pevnosti využili kopcovitého terénu, který jim svým reliéfem umožnil posílit obranyschopnost města uprostřed okolní spíše rovné krajiny. Přímo skrze opevněné město protékala říčka Suwončchon.
Třebaže v pozdějších dvou staletích byla pevnost Hwasong namnoze poničena, v 70. letech 20. století došlo k její kompletní rekonstrukci. Od r. 1997 je zapsána na seznamu Světového dědictví UNESCO.

## Fotogalerie

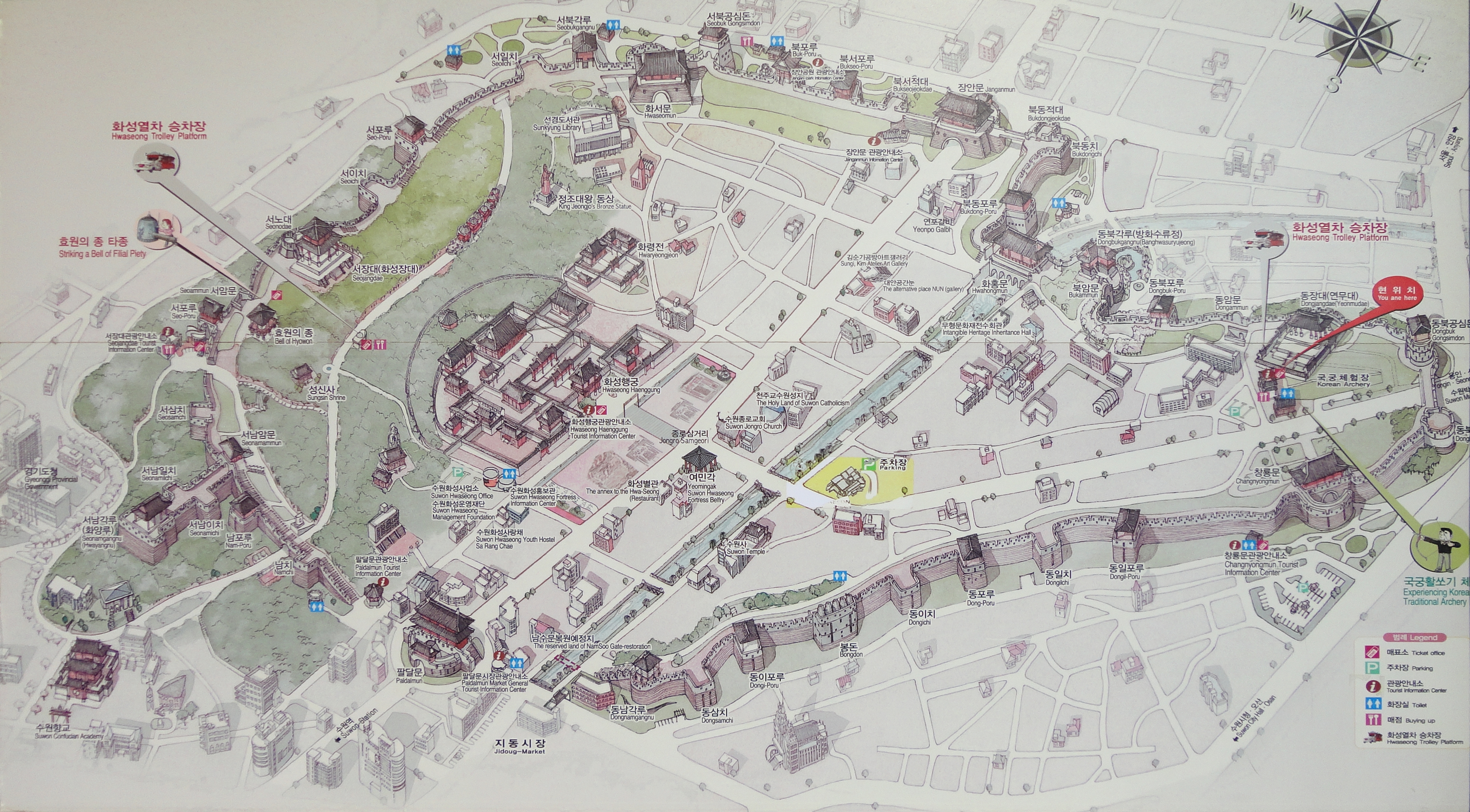
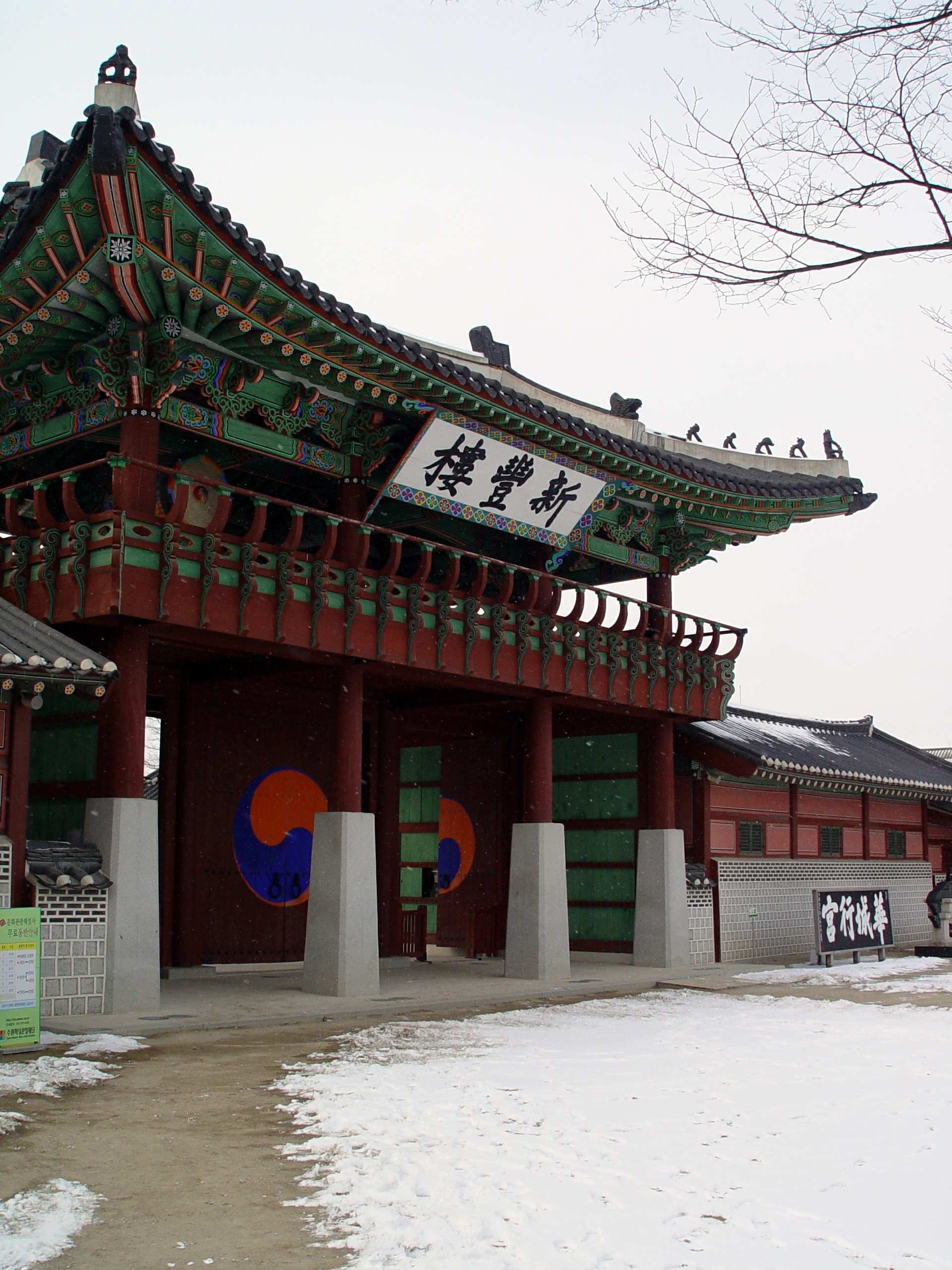
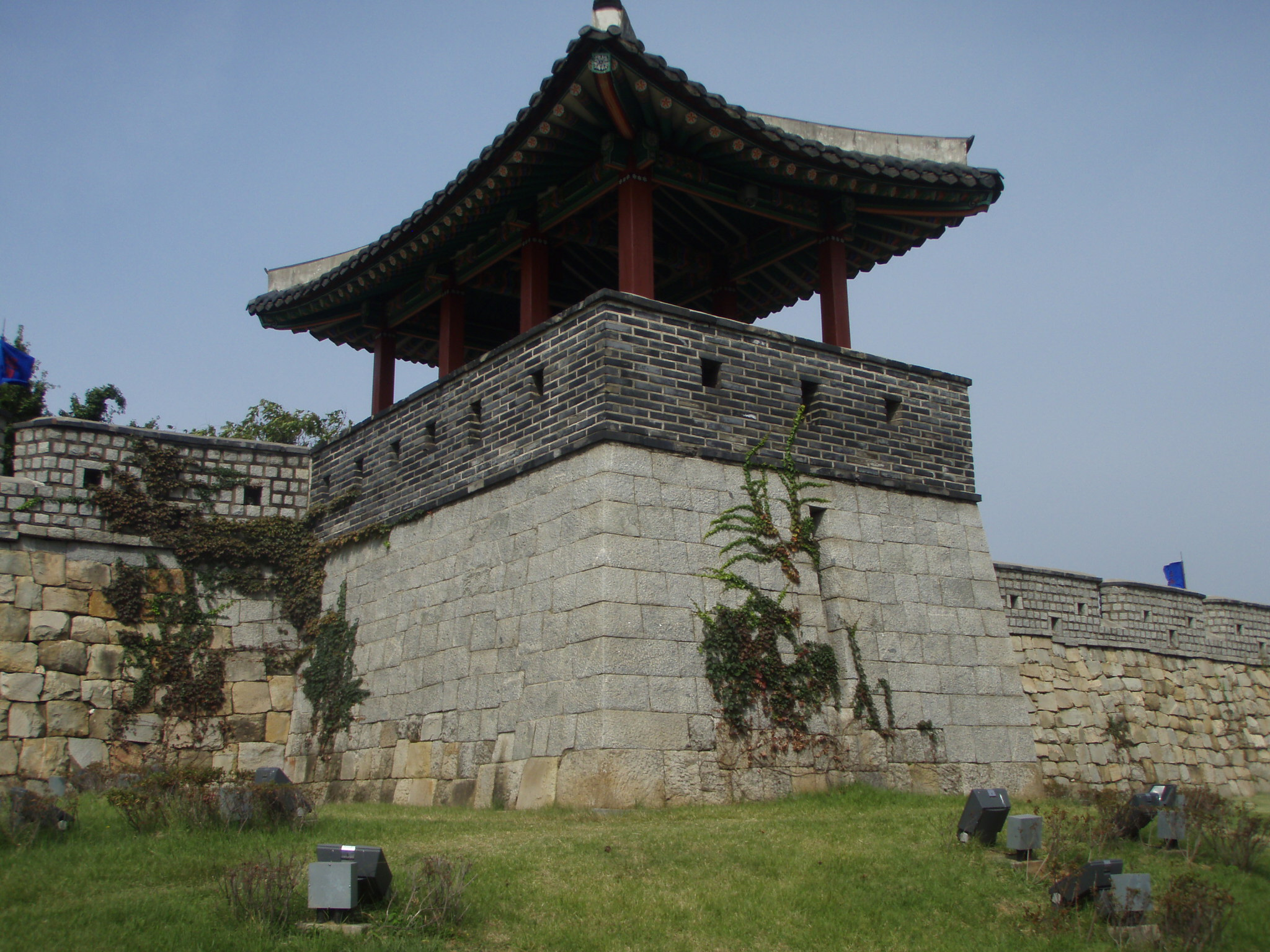
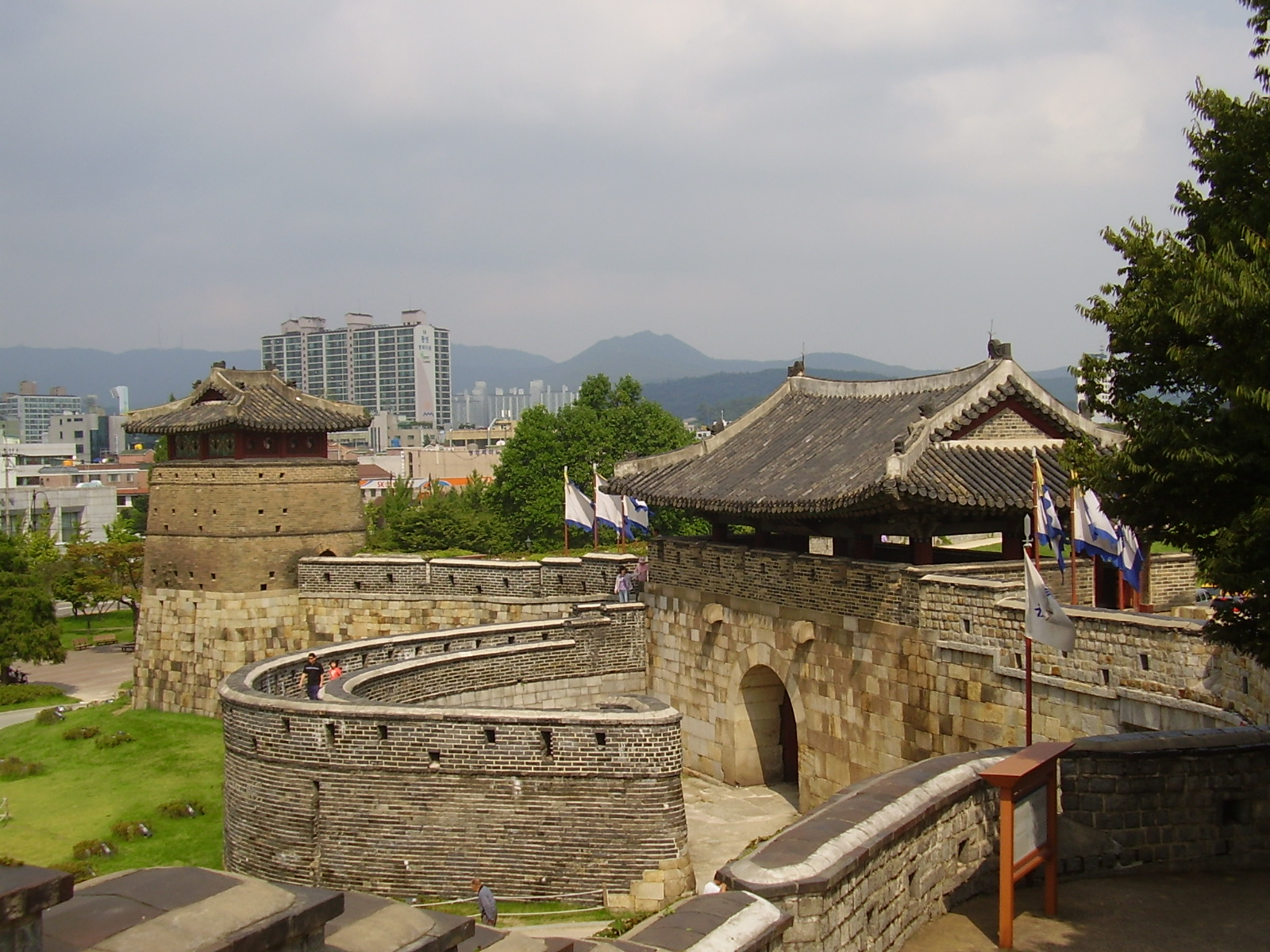